# Elecciones legislativas de Guatemala de 1948
Las elecciones parlamentarias se realizaron en Guatemala entre 26 y 28 de noviembre de 1948 para obtener diputados en el Congreso de la República de Guatemala. El Partido de Renovación Nacional se alió con el Partido Acción Revolucionaria ganaron más escaños, pero el Frente Popular de Liberación quedó como el partido político más grande del país.

## Resultados
| Partido                                                   | Votos | % | Escaños | Escaños |
| Partido                                                   | Votos | % | Ganados | Total   |
| --------------------------------------------------------- | ----- | - | ------- | ------- |
| Partido Renovación Nacional-Partido Acción Revolucionaria |       |   | 14      | 24      |
| Frente Popular de Liberación                              |       |   | 9       | 27      |
| Partido Demócrata-Republicano de los Trabajadores         |       |   | 7       | 9       |
| Unión patriótica                                          |       |   | 4       | 4       |
| Independientes                                            |       |   | 0       | 1       |
| Vacantes                                                  |       |   | -       | 3       |
| Inválidos/blanco                                          |       | - | -       | -       |
| Total                                                     |       |   | 34      | 68      |